# Brignoles
Brignoles é uma localidade no sudeste da França com uma população de 11000 habitantes.

Brasão de armas de Brignoles.

## Tour de France

### Chegadas
- 2009 :  Mark Cavendish